# South Cape Beach State Park
Der South Cape Beach State Park ist ein State Park in Massachusetts auf dem Gebiet der Neuengland-Town (Gemeinde) Mashpee. Zusammen mit Washburn Island, dem Jehu Pond Conservation Area, dem Mashpee National Wildlife Refuge, dem M. Doutt Moonakis Reserve und weiteren Schutzgebieten gehört er zum Waquoit Bay National Estuarine Research Reserve.

## Geographie
Der Park liegt an der Südküste von Cape Cod, gegenüber der Insel Martha’s Vineyard und umfasst die Nehrung, welche die Waquoit Bay, die sich stark verästelt ins Landesinnere zieht, und den Vineyard Sound trennt. Von der Insel Washburn Island trennt ihn nur ein schmaler Durchlass, der noch den Abfluss der zahlreichen „Ponds“ ermöglicht. Die Nehrung hat entlang der Küste auch zahlreiche kleine Haffs beziehungsweise Lagunen gebildet. Im Bereich des Parks finden sich daher verschiedene Küsten-Biotope, wie Sandbänke (engl. „barrier beach“) und Dünen, Salzwiesen, Busch-Eichen-Gehölze (engl. „scrub oak“) und Pech-Kiefer-Haine (engl. „pitch pine woodland“), sowie Toteissee (engl. „kettle ponds“). Die Great Oak Road bildet die einzige Zufahrt von Norden und endet im Parkgelände. Sie wird vom Department of Conservation and Recreation unterhalten.

## Tourismus
Im Park gibt es einen Sandstrand mit einer Länge von 1,6 Kilometern, der auch über einen behindertengerechten Zugang verfügt. Daneben gibt es ein ausgebautes System von Wanderwegen. Es gibt eine allgemeine Erlaubnis zum Motorbootfahren und Angeln, und im Sommer werden Führungen angeboten.